# ロッククライミング

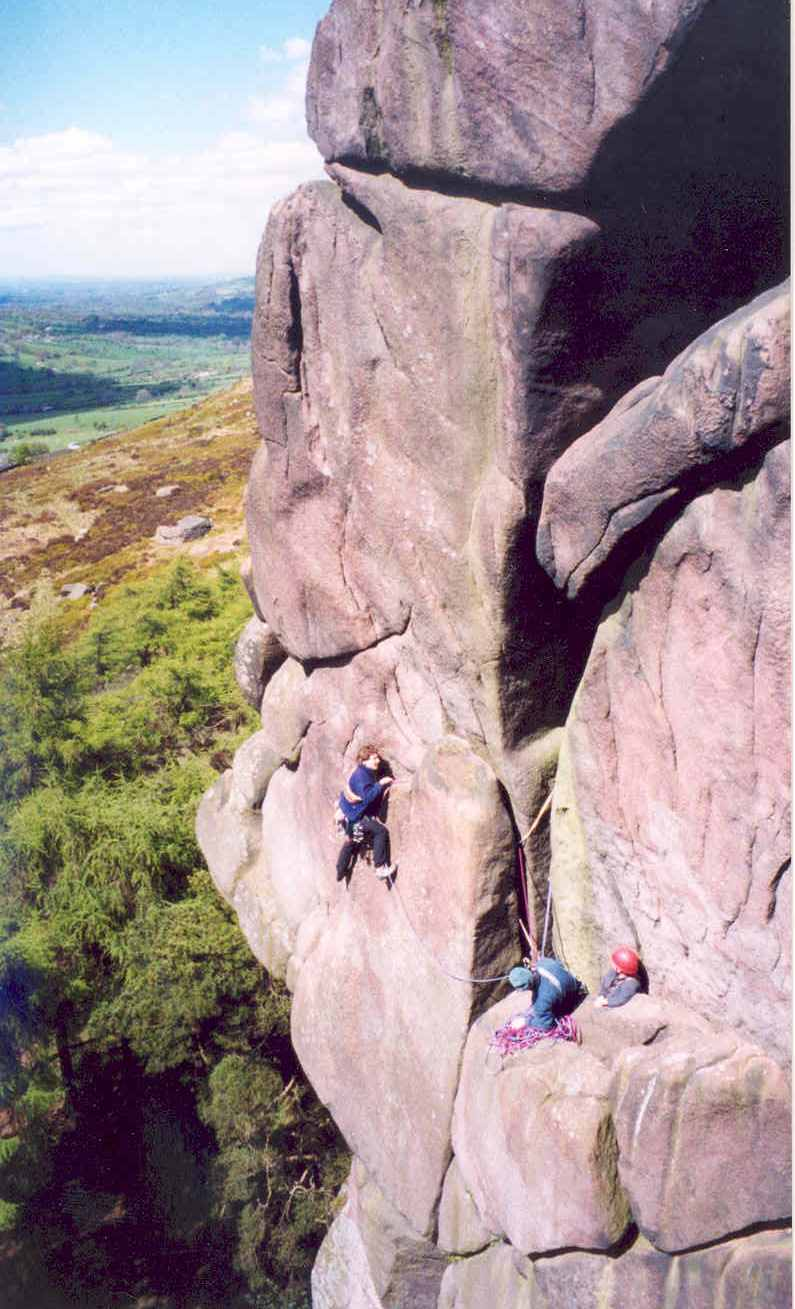
ロッククライミング

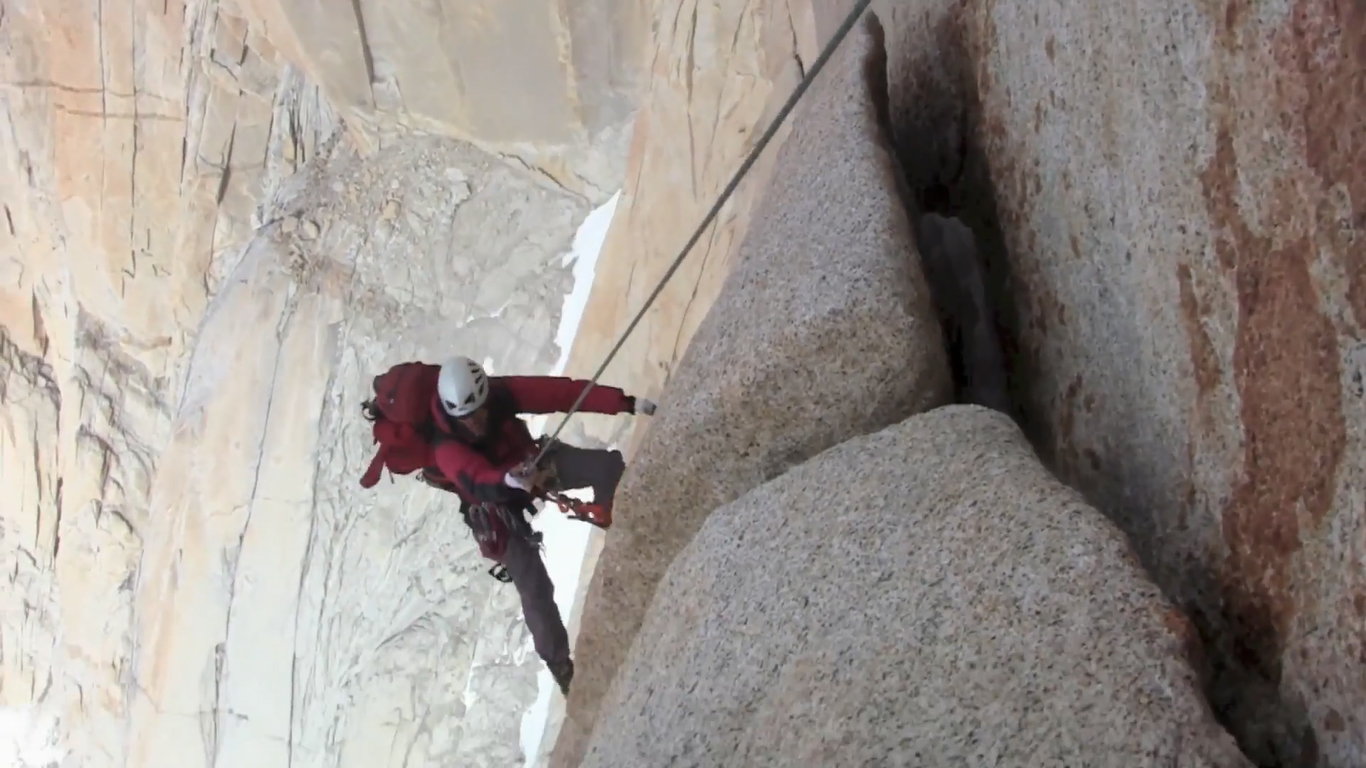
フィッツロイ山で登山, アルゼンチン

ロッククライミング（英語: rock climbing）もしくは岩登り（いわのぼり）は、岩壁をよじ登ること。岩壁登攀（がんぺきとうはん）ともいう。

## 概要
登山の一部門だが、一般的な山登りとは区別されている。目的により、困難な山へ登ることを目的としたアルパイン・クライミング (Alpine Climbing) と、純然とよじ登ることを楽しむフリークライミング (Free Climbing) の2種類に分けられると一般には考えられている。しかしフリークライミングは手段の限定での分類なので、対になる言葉はエイドクライミング（人工登攀）である。

## 歴史
世界での歴史
日本での歴史

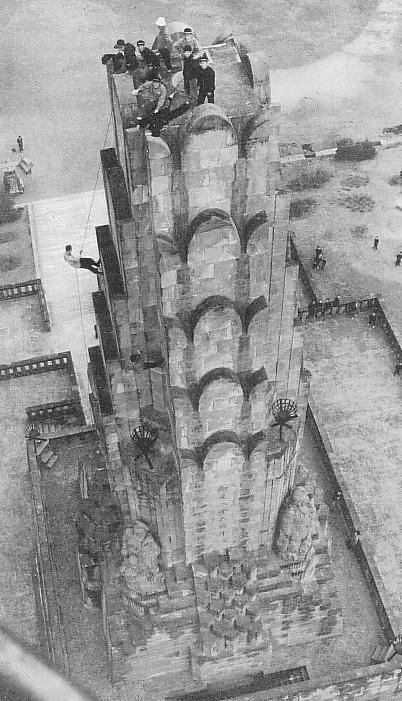
岩登りの練習場にされる八紘之基柱

1924年にヨーロッパ帰りの藤木九三らによって神戸市で結成されたロック・クライミング・クラブ (RCC) は、岩山である六甲山を活動の場として、日本の登山界に初めてロッククライミングを紹介する役割を果たした。
1958年にスーパー・アルピニズムを標榜した奥山章を中心に、芳野満彦や吉尾弘ら各地の社会人山岳会で活躍する同人を結集して設立されたのが、第2次RCCである。

## さかんな場所
ロッククライミングがさかんに行われている場所の中で特に有名な場所を10か所挙げるとするなら、たとえば下記のようになる。
- ヨセミテ国立公園[2]（米国カリフォルニア州）-　ほぼ垂直な3000フィートの花崗岩の壁があり、ロッククライミングの初心者も熟練者も訪れる[2]。
- ロライマ山[2]（ギアナ高地、南米）
- グランドティトン国立公園[2]（米国） - ロッククライマーを百年ほど惹きつけ続けている場所であり[2]、35のルートがあり、それらのルートには50ほどのバリエーションがある[2]。最も有名でおそらく最初期に確立したルートは「Exum Ridge」であり、この名は最初に登ったGlenn Exumに因む[2]。
- en:Peak District[2]（英国）
- Rocklands[2]（南アフリカ）
- フォンテーヌブロー[2]（フランス、パリ近郊）- ボルダリングコースが多数あり、レベル別に色分けされ、ビギナーに適したコースもあり、家族が多数訪れる[2]。（独立記事の「en:Fontainebleau rock climbing」も参照可）
- デビルスタワー[2]（米国）
- カリムノス島[2]（ギリシア）
- トドゥラ峡谷[2]（モロッコ）
- メテオラ[2]（ギリシア）

## メディア
昔は主な情報源は雑誌だったが、1990年代後半や2000年代ころからWebサイト上にもさまざまな情報が掲載されるようになった。英語で検索すれば世界のルートの情報が比較的容易に手に入るようになった。
またYouTubeも普及し、ロッククライミング関連の有益な映像が多数公開されるようになってきている。クライマー(やカメラマン役の人）が身体に装着できるGoProなどの小型軽量のアクションカメラも普及し、しかも4K画質など高画質化してきているので、クライマーの指一本一本の動きや目線の動きまで確認することができ、ルートの細部の質感を見たり、周囲の風景の美しさも鑑賞できる水準の映像である。
世界の専門誌
日本国内の専門誌
- 山と溪谷社「岩と雪」1958-1995年
- 白山書房「クライミングジャーナル」1982年-1991年
- 山と溪谷社「ROCK & SNOW」1998年-
- 山と溪谷社「CLIMBING joy」2008-2017年
- 船橋ロッキー「ROCKCLIMBING」2017年-2020年